# Cantando como yo canto - INTImo 2
Cantando como yo canto - INTImo2 es el segundo álbum de estudio como solista del músico lojano ecuatoriano-chilenoMax Berrú, lanzado en Chile en 2010.
En el álbum colaboran más de 50 músicos, entre los cuales destaca la banda Inti-Illimani, a la cual Max perteneció desde sus inicios en 1967 hasta 1997, fecha en que se debió retirar formalmente por razones personales, aunque continúe su lazo con ellos.
El subtítulo del álbum, «INTImo2», destaca el hecho de ser el disco que sucede a su primera creación, Íntimo, de 2004, así como al prefijo «Inti» que hace alusión a Inti-Illimani.
El álbum cierra con la canción «El arado» de Víctor Jara, a quien Berrú conoció en 1965 interpretándola en la Peña de los Parra. Desde entonces Max se conmovió con ella, y según sus palabras «es la canción que más le emociona cantar».

## Lista de canciones
| Cantando como yo canto - INTImo2 |                                                    |                            |          |  |
| N.º                              | Título                                             | Escritor(es)               | Duración |  |
| 1.                               | «Romántico Quito mío» (pasacalle ecuatoriano)      |                            |          |  |
| 2.                               | «No volveré» (ranchera)                            |                            |          |  |
| 3.                               | «Zamba por vos» (zamba)                            | Alfredo Zitarrosa          |          |  |
| 4.                               | «Alma, corazón y vida» (vals peruano)              |                            |          |  |
| 5.                               | «Carmentea» (joropo venezolano)                    | Miguel Ángel Martín        |          |  |
| 6.                               | «Perdón» (bolero)                                  |                            |          |  |
| 7.                               | «Renunciación» (ranchera)                          |                            |          |  |
| 8.                               | «Son de la loma» (son cubano)                      | Miguel Matamoros           |          |  |
| 9.                               | «En mi viejo San Juan»                             | tradicional de Puerto Rico |          |  |
| 10.                              | «Tú también te vas» (corrido mexicano)             |                            |          |  |
| 11.                              | «Cantando como yo canto» (San Juanito ecuatoriano) |                            |          |  |
| 12.                              | «El arado»                                         | Víctor Jara                |          |  |

## Créditos
Músicos
- Miguel Ángel Pellao: No volveré
- Carmen Prieto: Zamba por vos
- Bloque Depresivo y "el Macha" de Chico Trujillo: Alma, corazón y vida
- Inti-Illimani: Carmentea (voz Jorge Coulón, arreglos Manuel Meriño)
- Enrique Blanco: Son de la loma
- Camilo Salinas: En mi viejo San Juan
- Banda Conmoción: cantando como yo canto
- Camilo Pezoa (padre e hijo) y Patricio Loyola: música mexicana
- Christian González de Inti-Illimani, en flauta y píccolo
- Carlos Cabrera, en clarinete
- Héctor Echeverría, en bombo y platillos
- Álex Muñoz, en redoblante
- Leo Fecci, en saxo: Romántico Quito mío
- Joaquín Figueroa, en dúos, coros y gritos en canciones mexicanas
- Tocori (hijo de Max), en el bajo en algunos temas
- Cristóbal (hijo de Max), en algunos coros

Otros
- Viviana Larrea: productora
- Raúl Céspedes: dirección artística
- Pablo Sepúlveda: sonido
- Mónica Larrea: diseño gráfico